# Gouvernement Simons
Gouvernement Willmar Gouvernement de Tornaco
Le gouvernement Simons (luxembourgeois : Regierung Simons), est le gouvernement du Luxembourg en fonction du 22 septembre 1853 au 26 septembre 1860.

## La transition
Le gouvernement Willmar semble avoir joui de la faveur du prince Henri, qui ne s’en sépare qu’à contrecœur. Lors d’une entrevue au château de Walferdange, le lieutenant de Guillaume III confie au ministre Édouard Thilges « qu’il avait été très content du précédent cabinet Willmar-Metz, et que ce n’était que par ordre du roi que ce cabinet s’était retiré et que le cabinet Simons avait été installé à sa place ». Sans doute pour marquer sa désapprobation, il attend trois semaines avant d’agréer les candidats que Charles-Mathias Simons lui propose. Ce dernier avait été chargé de former une nouvelle équipe gouvernementale après que Wurth-Paquet, le président de la Cour, eut refusé cette mission.

## Composition

### Initiale (22 septembre 1853)
| Portefeuille                                                                                        | Titulaire                    | Titulaire |
| --------------------------------------------------------------------------------------------------- | ---------------------------- | --------- |
| Ministre d'État Président du Conseil de gouvernement Administrateur général des Affaires étrangères | Charles-Mathias Simons       |           |
| Administrateur général de la Justice                                                                | François-Xavier Wurth-Paquet |           |
| Administrateur général de l'Intérieur                                                               | Vendelin Jurion              |           |
| Administrateur général des Travaux publics                                                          | Jean-Mathias Wellenstein     |           |
| Administrateur général des Finances                                                                 | Emmanuel Servais             |           |

### Remaniement du 22 septembre 1854
- Les nouveaux ministres sont indiqués en gras, ceux ayant changé d'attributions en italique.

| Portefeuille                                                                                        | Titulaire                    | Titulaire |
| --------------------------------------------------------------------------------------------------- | ---------------------------- | --------- |
| Ministre d'État Président du Conseil de gouvernement Administrateur général des Affaires étrangères | Charles-Mathias Simons       |           |
| Administrateur général de la Justice                                                                | François-Xavier Wurth-Paquet |           |
| Administrateur général de l'Intérieur                                                               | Vendelin Jurion              |           |
| Administrateur général des Finances                                                                 | Emmanuel Servais             |           |
| Administrateur général des Affaires communales                                                      | Édouard Thilges              |           |

### Remaniement du 21 mai 1856
- Les nouveaux ministres sont indiqués en gras, ceux ayant changé d'attributions en italique.

| Portefeuille                                                                                        | Titulaire                    | Titulaire |
| --------------------------------------------------------------------------------------------------- | ---------------------------- | --------- |
| Ministre d'État Président du Conseil de gouvernement Administrateur général des Affaires étrangères | Charles-Mathias Simons       |           |
| Administrateur général de l'Intérieur                                                               | François-Xavier Wurth-Paquet |           |
| Administrateur général des Finances                                                                 | Emmanuel Servais             |           |
| Administrateur général de la Justice                                                                | Charles-Gérard Eyschen       |           |
| Administrateur général des Travaux publics                                                          | Paul de Scherff              |           |

### Remaniement du 30 mai 1857
- Les nouveaux ministres sont indiqués en gras, ceux ayant changé d'attributions en italique.

| Portefeuille                                                                                        | Titulaire                    | Titulaire |
| --------------------------------------------------------------------------------------------------- | ---------------------------- | --------- |
| Ministre d'État Président du Conseil de gouvernement Administrateur général des Affaires étrangères | Charles-Mathias Simons       |           |
| Administrateur général de l'Intérieur                                                               | François-Xavier Wurth-Paquet |           |
| Administrateur général des Finances                                                                 | Emmanuel Servais             |           |
| Administrateur général de la Justice                                                                | Charles-Gérard Eyschen       |           |
| Administrateur général des Chemins de fer                                                           | Paul de Scherff              |           |
| Administrateur général des Travaux publics                                                          | Guillaume-Mathias Augustin   |           |

### Remaniement du 28 novembre 1857
- Les nouveaux ministres sont indiqués en gras, ceux ayant changé d'attributions en italique.

Charles-Mathias Simons est chargé provisoirement de l'Intérieur.
| Portefeuille                                                                        | Titulaire                                          | Titulaire |
| ----------------------------------------------------------------------------------- | -------------------------------------------------- | --------- |
| Ministre d'État Président du gouvernement Directeur général des Affaires étrangères | Charles-Mathias Simons                             |           |
| Directeur général de l'Intérieur                                                    | François-Xavier Wurth-Paquet (jusqu'au 29/09/1858) |           |
| Directeur général de la Justice et des Finances                                     | Guillaume-Mathias Augustin                         |           |
| Administrateur général des Chemins de fer (avec voix au Conseil)                    | Paul de Scherff (jusqu'au 05/02/1858)              |           |

### Remaniement du 12 novembre 1858
- Les nouveaux ministres sont indiqués en gras, ceux ayant changé d'attributions en italique.

| Portefeuille                                                                        | Titulaire                  | Titulaire |
| ----------------------------------------------------------------------------------- | -------------------------- | --------- |
| Ministre d'État Président du gouvernement Directeur général des Affaires étrangères | Charles-Mathias Simons     |           |
| Directeur général de la Justice et des Finances                                     | Guillaume-Mathias Augustin |           |
| Directeur général de l'Intérieur                                                    | Jean Ulveling              |           |

### Remaniement du 23 juin 1859
- Les nouveaux ministres sont indiqués en gras, ceux ayant changé d'attributions en italique.

Charles-Mathias Simons est chargé provisoirement de la Justice et des Travaux publics.
| Portefeuille                                                                        | Titulaire              | Titulaire |
| ----------------------------------------------------------------------------------- | ---------------------- | --------- |
| Ministre d'État Président du gouvernement Directeur général des Affaires étrangères | Charles-Mathias Simons |           |
| Directeur général de l'Intérieur (chargé provisoirement des Finances)               | Jean Ulveling          |           |

### Remaniement du 15 juillet 1859
- Les nouveaux ministres sont indiqués en gras, ceux ayant changé d'attributions en italique.

| Portefeuille                                                                        | Titulaire              | Titulaire |
| ----------------------------------------------------------------------------------- | ---------------------- | --------- |
| Ministre d'État Président du gouvernement Directeur général des Affaires étrangères | Charles-Mathias Simons |           |
| Directeur général des Finances                                                      | Jean Ulveling          |           |
| Directeur général de l'Intérieur et de la Justice                                   | Édouard Thilges        |           |

## La politique extérieure
La première préoccupation du gouvernement Simons sera de rétablir les bons rapports avec les gouvernements des Pays-Bas et de Prusse. Le traité avec l’Union douanière allemande est renouvelé peu avant son expiration le 26 décembre 1853. Charles-Mathias Simons reprend également les négociations sur la participation du Grand-Duché au remboursement de la dette de l’ancien royaume des Pays-Bas. En échange, la couronne hollandaise garantit à nouveau la protection diplomatique des sujets luxembourgeois à l’étranger.

## La politique intérieure
La démission du cabinet Willmar et son remplacement par un ministère réactionnaire préparent le terrain à une révision de la Constitution libérale de 1848. La restauration du pouvoir monarchique que la Confédération germanique impose à tous ses États membres fournit un bon prétexte. Selon la volonté de Guillaume III, le nouveau gouvernement a pour mission d’élaborer un texte pour mettre un terme à la prépondérance parlementaire et assurer la sauvegarde des droits du souverain. En octobre 1856, le gouvernement Simons dépose un projet de révision constitutionnelle. Cependant, la Chambre des députés refuse d’en débattre et formule un vote de méfiance à l’égard du gouvernement. Le roi réagit en proclamant la clôture de la session parlementaire et en promulguant la version révisée de la Constitution. La mesure autoritaire de Guillaume III s’apparente à un véritable « coup d’État » destiné à restaurer son propre pouvoir.
La Constitution de 1856 rétablit sans équivoque la souveraineté monarchique. « La puissance souveraine réside dans la personne du roi grand-duc […]. » La Chambre des députés redevient une « Assemblée des États ». Elle perd ainsi le contrôle du budget annuel et des impôts, le droit d’élire son président, celui de siéger au-delà d’une brève période assignée, ainsi que la faculté de répondre aux discours du trône par une adresse. Les membres du gouvernement ne sont plus responsables devant le Parlement, puisque celui-ci n’a plus les moyens de sanctionner cette responsabilité. La Constitution de 1856 renforce singulièrement le pouvoir exécutif, tout en affaiblissant la représentation nationale élue. Afin de contrebalancer les inconvénients de l’unicaméralisme, Guillaume III crée le Conseil d’État, dont les membres sont nommés
par le souverain et qui partage le pouvoir législatif avec l’Assemblée des États. La révision de 1856 subordonne également la loi nationale au droit fédéral. Les constituants de 1848, conscients du danger d’absorption par le mouvement d’unification allemande, s’étaient bornés à constater que le Luxembourg « fait partie de la Confédération, d’après les traités existants ». Le texte de 1856 déclare que « le Grand-Duché […] fait partie de la Confédération germanique et participe aux droits et aux devoirs de la Constitution fédérale ». En clair, cela signifie notamment que les lois restrictives concernant la presse et les associations en vigueur en Allemagne sont applicables au Luxembourg. Dans un premier temps, après la révision de la Constitution, le gouvernement procède par voie d’ordonnances en se passant de l’intervention du Parlement. Ainsi, il édicte une quarantaine de règlements concernant la presse, le régime électoral, le traitement et le statut des fonctionnaires, l’ordre intérieur de l’Assemblée des États, l’organisation de la justice, le cadastre, la Chambre des comptes, les communes et la milice.

## La politique économique
En matière de communications, le Grand-Duché accusait un retard par rapport à l’étranger. Déjà en 1850, une loi avait autorisé le gouvernement Willmar à négocier la construction de voies ferrées. Cependant, les responsables politiques luxembourgeois mettront cinq ans avant de trouver des investisseurs étrangers. Tous doutaient de la rentabilité d’une telle entreprise. Où se trouvaient les matières premières dont le transport ferroviaire aurait pu engendrer un bénéfice suffisant pour couvrir la construction des voies ? Au début des années 1850, l’utilisation de la minette dans la sidérurgie est encore à un stade expérimental. Le gouvernement Simons va réussir à conclure un contrat de concession avec des financiers français qui créent la Société royale grand-ducale des chemins de fer Guillaume-Luxembourg. Cette entreprise construit le réseau, mais n’a pas les moyens de l’exploiter. Elle cède donc l’exploitation à la Compagnie française des chemins de fer de l’Est. En 1859, les premiers tronçons reliant Luxembourg à Arlon et Thionville sont inaugurés.
L’État a besoin de fonds considérables pour équiper le pays en routes et en lignes de chemin de fer. Or, les recettes ordinaires du budget ne suffisent plus. Fidèles à la conception libérale du rôle étatique, les autorités publiques hésitent longtemps à s’endetter. Néanmoins, en 1856, le gouvernement Simons est amené à contracter un premier emprunt de 150 000 francs pour venir en aide aux communes. Trois ans plus tard, il émet un second emprunt de 3 500 000 francs destiné à subventionner la construction ferroviaire.
La récolte des capitaux pour la construction des chemins de fer et pour le développement de l’industrie et du commerce exige la mise en place d’un nouveau système de crédit. Le gouvernement Simons jette les bases du régime bancaire moderne au Grand-Duché. Ses négociations avec des banquiers allemands influents aboutissent, en 1856, à la création
de la Banque internationale à Luxembourg – banque à la fois d’émission et d’affaires. La même année voit la naissance de la Caisse d’épargne dont l’État garantit, deux ans plus tard, le remboursement intégral des fonds déposés en caisse. Alors que ce dernier institut financier sert à thésauriser l’épargne des particuliers, la Banque internationale pourvoit en capitaux l’industrie naissante du pays. La tentative de créer une Caisse de crédit foncier, dont l’établissement avait pourtant été voté en 1853, se solde par un échec. Cet établissement, en quelque sorte « mort-né », aurait dû proposer des crédits intéressants aux agriculteurs et propriétaires fonciers, et ceci en leur évitant de devoir se séparer de leur patrimoine en cas de besoins pécuniaires.

## Repères chronologiques
- 1852–1865
  - Nouvel aménagement de Paris par le préfet Haussmann
- 1854
  - Publication de la première étude sur la littérature luxembourgeoise
  - Essai sur la poésie luxembourgeoise de Félix Thyes
  - Début de la guerre de Crimée (1854–1856)
  - 1er décembre : Loi concernant la police des cabarets (débit de boissons)
- 1855
  - Visite de Guillaume III au Grand-Duché
  - 25 novembre : Loi sur la construction du chemin de fer
- 1856
  - 21 février : Loi créant une Caisse d’épargne de l’État, complétée par la loi du 28 décembre 1858 décrétant la garantie de l’État
  - 8 mars : Arrêté royal-grand-ducal du approuvant les statuts de la Banque internationale
  - 10 mars : Loi portant création d’une école agricole à Echternach
  - 27 novembre : Promulgation de la Constitution révisée par le roi et grand-duc
- 1859
  - Guerre de la Sardaigne-Piémont et de la France contre l’Autriche
  - 4 octobre : Inauguration de la première ligne de chemin de fer Luxembourg-Thionville. De Feierwon, composé par Michel Lentz, est chanté pour la première fois.